# Reiszig Ede (főispán)
Id. Reiszig Ede (Kámon, 1848. június 5. – Graz, 1908. augusztus 22.) Békés, majd Vas vármegye főispánja, kereskedelemügyi, majd belügyi államtitkár, ifj. Reiszig Ede genealógus édesapja.

## Élete
Hesseni származású honfiúsított nemesi család sarja, édesapja nemes Reiszig Alajos (1821–1853) törvényszéki táblabíró, édesanyja kisjókai Takách Kornélia (1824–1908). Középiskoláját a pesti piarista gimnáziumban végezte, ezt követően pedig jogot hallgatott Grazban, Pesten és Pozsonyban, ahol 1869-ben államvizsgát tett. Ezután Berlinben, Heidelbergben és Svájcban tanult. Leginkább az államtudományok, a nemzetgazdaság, a pénzügy, a politika, valamint az államjog érdekelte. Fivére Reiszig Alajos (1841–1914), a Szombathelyi Általános Takarékpénztár nagyérdemű elnöke, a Vasmegyei Casino Egyesület ügyvivő igazgatója, alelnöke, akinek a hitvese guári és felsőszelestei Guáry Mária (1844–1897) asszony volt.
Közéleti pályáját 1869. szeptember 1-jén kezdte meg Vas vármegye tiszteletbeli aljegyzőjeként, 1871 decemberétől első aljegyző, 1875-től pedig már főjegyző ugyanott. 1883-ban előbb rövid ideig helyettes, majd rendes vasi alispánként működött. 1891-ben Ferenc József felmentette Terényi Lajost, és egyúttal Reisziget nevezte ki Békés vármegye főispánjává. E tisztét nem sokáig viselhette, ugyanis 1892 őszén a király a kereskedelemügyi minisztérium államtitkárává tette meg. Innen alig két év múlva hasonló beosztásban a belügyminisztériumhoz került, de 1895-ben már Vas vármegye főispáni székében ült egészen 1904-ig.
Politikai tisztségei mellett Reiszig aktív közéleti szerepet vállalt. A Vasmegyei Casino Egyesület elnöke, Szombathely díszpolgára, az Adria Magyar Királyi Tengerhajózási Rt., a Déli Vasúttársaság és a Dunántúli Helyiérdekű Vasutak igazgatósági tagja is volt.

### Családja
1872. június 10-én Pozsonyban vette feleségül báró mezőszegedi Szegedy-Ensch Irmát (1851–1935), aki négy gyermeket szült neki:
- Ede Alajos Imre Károly Mária Johanna Kornélia (1873–1946) történész, genealógus, családtörténeti író
- Antónia (1875–1942) a Katolikus Sajtó Egyesület és a Katolikus Jótékony Nőegylet elnöknője
- Lajos István (1876–1922) magyar királyi sorhajókapitány, folyamőr parancsnok, belügyminisztériumi osztályvezető; felesége: Bunzel Anna
- Géza Mária Alajos (1877–1940) huszárezredes; neje: bezerédi Bezerédj Ilona (1884–1976)

## Kitüntetései
- Vaskoronarend III. osztálya, 1889. (a közigazgatásban elért eredményeiért)
- Ferenc József-rend nagykeresztje a csillaggal, 1904.
- a szerb Takova-rend II. osztálya a csillaggal